# Холодильный компрессор
Холодильный компрессор — компрессор, предназначенный для сжатия и перемещения паров хладагента в холодильных установках, является неотъемлемым элементом термодинамического цикла подавляющего большинства холодильных машин. При адиабатном сжатии паров происходит повышение не только давления, но и температуры. После компрессора сжатый холодильный агент поступает в конденсатор, где сжатый газ охлаждается изобарно и превращается в жидкость (по типу охлаждения конденсаторы делятся на воздушные и водяные) и переохлаждается ниже температуры насыщения, жидкость затем через дроссельное устройство поступает в испаритель (при этом её давление и температура снижается за счёт эффекта Джоуля-Томпсона), где она изобарно кипит, переходит в состояние газа и нагревается выше температуры насыщения, тем самым забирая тепло из окружающего пространства. После этого пары хладагента в состоянии перегретого пара поступают снова в компрессор для повторения цикла.

## Конструкция
Наиболее распространённые типы компрессоров — поршневые, пластинчато-роторные, спиральные, винтовые - компрессоры объемного типа, и центробежные (турбокомпрессоры) - лопастные, динамического типа. Существуют и осевые многоступенчатые компрессоры, однако широкого распространения в холодильной технике они не получили.
Чаще всего в бытовой технике (холодильники, кулеры, льдогенераторы, кондиционеры) и холодильных установках для пищевой промышленности используются поршневые компрессоры. Число поршней варьируется от 1 для бытовых устройств до 12 для крупных стационарных компрессоров. Также поршневые компрессоры могут быть одно- и многоступенчатыми (обычно 2-ступенчатыми), в промышленных применениях. В них холодильный агент, сжатый в цилиндрах первой ступени, охлаждается водой, или воздухом промежуточном охладителе и поступает в цилиндры второй ступени. Так снижается работа, затрачиваемая на сжатие хладагента, вместо одной длинной адиабаты получается "пила" из двух адиабат и изобары на TS-диаграмме.
Другой распространённый тип компрессоров — винтовые. В них сжатие холодильного агента осуществляется в полости, образуемой либо между вращающимися роторами, либо между ротором и корпусом. Винтовые компрессоры обладают большей холодопроизводительностью по сравнению с поршневыми компрессорами при сопоставимых размерах, однако имеют сложности, поскольку требуют впрыска специального масла вместе с фреоном (масло одновременно выполняет уплотнительную функцию, функцию смазки и охлаждения компрессора), сепарации хладагента от масла, очистки масла и его охлаждения с помощью отдельного теплообменника - маслоохладителя, предъявляются высокие требования как к самому маслу, так и к уплотнительным материалам, работающим в контакте с ним.
Ротационные компрессоры используются, преимущественно, в бытовых кондиционерах, но уступают по распространенности более надёжным спиральным. Спиральные компрессоры используют в холодильной технике для пищевой промышленности, и в кондиционерах.
Центробежные компрессоры (турбокомпрессоры) используются для крупных систем кондиционирования, мощных чиллеров.

## Герметизация

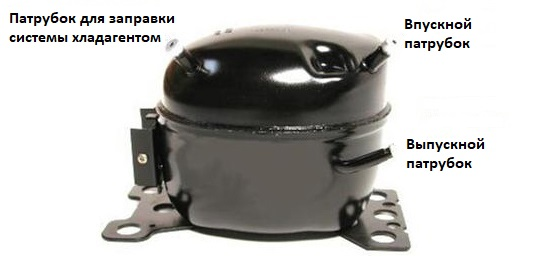
Герметичный мотор-компрессор бытового холодильника, мотор и компрессор находятся внутри заваренного корпуса.

Поскольку для нормальной работы низкотемпературных холодильных машин недопустимо присутствие даже малейших следов воды в хладагенте, а рабочие давления, производимые компрессором, могут достигать 20 кгс/см² для фреонов и даже 30-35 кгс/см² для аммиака, важнейшим требованием, предъявляемым к холодильным компрессорам, является герметичность. Для обеспечения её холодильный компрессор бытовых холодильных установок (таких как кондиционеры воздуха и холодильники) вместе с электродвигателем заключают в герметичный сварной корпус, выводя наружу только герметизированные металлостеклянные электрические выводы, и патрубки, соединяемые с остальными частями контура сваркой или пайкой. Для смазки холодильных компрессоров применяются только специальные холодильные масла, не содержащие воды и содержащие дополнительные присадки, улучшающие свойства масла и снижающие опасность появления задиров и замедляющие износ узлов трения. Для винтовых компрессоров используются особые масла, поскольку они ещё выполняют функцию уплотнения и охлаждения.
Автомобильные холодильные компрессоры для кондиционирования воздуха чаще всего делаются с приводом от общего с генератором ремня, шкив такого компрессора имеет в себе электромагнитную муфту, позволяющую отключать подачу крутящего момента на компрессор, если кондиционер не используется. Обычно используется схема с косой шайбой и 5-7 поршнями (аксиально-поршневой тип). Для грузовиков и автобусов, имеющих мощные электрогенераторы, также иногда делается электрический привод - от отдельного электродвигателя. В электромобилях также используется электрический привод, притом холодильная машина становится необходимой, поскольку с помощью неё охлаждаются мощные литий-ионные, литий-полимерные или литий-титанатные аккумуляторные батареи, которые, отдавая большие токи, сильно нагреваются во время работы. Передвижные рефрижераторы могут иметь привод компрессора и от отдельного собственного ДВС.

## Дополнительные факты
Холодильный компрессор от бытового холодильника или кулера можно также использовать в качестве воздушного для различных целей, либо в качестве вакуумного насоса, создающего неглубокий вакуум или форвакуум.